# 125 км (зупинний пункт, Донецька залізниця)
125 кіломе́тр — залізничний пасажирський зупинний пункт Луганської дирекції Донецької залізниці.
Розташований у селі Глафірівка, Лутугинський район, Луганської області на лінії Родакове — Ізварине між станціями Лутугине (8 км) та Сімейкине (22 км).
Через військову агресію Росії на сході Україні транспортне сполучення припинене.